# Polsko-Niemieckie Towarzystwo Republiki Federalnej Niemiec
Polsko-Niemieckie Towarzystwo Republiki Federalnej Niemiec (niem. Deutsch-Polnische Gesellschaft der Bundesrepublik Deutschland) jest najstarszym jeszcze czynnym stowarzyszeniem mającym na celu porozumienie niemiecko-polskie. 
Niemiecko-Polskie Towarzystwo Republiki Federalnej Niemiec zostało założone w roku 1950 w Düsseldorfie. Było zachodnioniemieckim odtworzeniem powstałego w roku 1948 w Berlinie ogólnoniemieckiego Towarzystwa imienia Hellmuta von Gerlacha. Towarzystwo działało nadal na terenie Niemieckiej Republiki Demokratycznej do roku 1953. Stowarzyszenie zachodnioniemieckie działało nadal mimo trudności związanych z zimnowojennymi nastrojami w RFN. 
Obydwa stowarzyszenia musiały w roku 1952 na skutek skargi rodziny polityka Hellmuta von Gerlacha zrezygnować z imienia swojego patrona. Stowarzyszenie wschodnioniemieckie zostało częściowo wchłonięte przez Ligę Przyjaźni Narodów.
Stowarzyszenie działające na terenie RFN przyjęło na życzenie władz Polski nazwę „Polsko-Niemieckie Towarzystwo w Republice Federalnej Niemiec” (niem. Deutsch-Polnische Gesellschaft der Bundesrepublik Deutschland) aby umożliwić stworzenie analogicznego stowarzyszenia na terenie NRD, które jednak nigdy nie powstało. 
Aż do zawarcia w roku 1970 Układu PRL-RFN stowarzyszenie było jedyną organizacją tego rodzaju, dopiero później powstały samodzielne organizacje lokalne, złożone częściowo z członków grup miejscowych stowarzyszenia utworzonego 1950 w Düsseldorfie. Część tych organizacji zjednoczyła się później w Federalny Związek Towarzystw Polsko-Niemieckich (niem. Deutsch-Polnische Gesellschaft Bundesverband e. V.).
Do zakresu działalności stowarzyszenia należało organizowanie imprez informacyjnych i kulturalnych, wystaw oraz wydawnictwo publikacji. W latach pięćdziesiątych zorganizowano na wzór warszawskich Konkursów Chopinowskich niemiecki konkurs fortepianowy.
Od roku 1950 ukazywało się ilustrowane czasopismo „Jenseits der Oder“ (Po drugiej stronie Odry), zaś od roku 1984 kwartalnik „POLEN und wir“ (POLSKA i my).
Na wiosnę 1990 powstało w NRD Niemieckie Towarzystwo Dobrego Sąsiedztwa z Polską w NRD (niem. Deutsche Gesellschaft für gute Nachbarschaft zu Polen in der DDR) które weszło 1992 w skład organizacji ogólnoniemieckiej.
W odróżnieniu od Federalnego Związku Towarzystw Polsko-Niemieckich, w Polsko-Niemieckim Towarzystwie Republiki Federalnej Niemiec politycy nie sprawują żadnych funkcji organizacyjnych, co gwarantuje niezależność od partii politycznych.
Przewodniczącym stowarzyszenia był w latach siedemdziesiątych i osiemdziesiątych prawnik-konstytucjonalista Helmut Ridder, obecnie tę funkcję sprawuje wykładowca wyższej uczelni Christoph Koch. 